# وجود طحالب خضراء في الدم
وجود طحالب خضراء في الدم هي حالةٌ لُوحظت في مريضٍ مؤهل مناعيًا بعد إزالة قثطار هيكمان [الإنجليزية]، حيث كانت هُناك طحالب خضراء في دمه.
لُوحظت أيضًا في البقر، حيث تحدث بسبب القريباء البلاشكية [الإنجليزية]. أما في البشر، فتحدث بسبب القريباء الويكرهامية [الإنجليزية].